# Somaliakrombek
Somaliakrombek (Sylvietta philippae) är en fågel i familjen afrikanska sångare inom ordningen tättingar.

## Utseende och läten
Somaliakrombeken är en mycket liten (8 cm) och kortstjärtad sångare med en jämfört med släktingarna relativt kort näbb. Undersidan är gulaktig och ovansidan gråaktig med ett tunt vitt ögonbrynsstreck och vit strupe. Lätet består av en upprepad tretonig strof med den mellersta tonen ljusare, "te chirr cheeses".

## Utbredning och status
Fågeln förekommer på akacia-stäpperna i nordvästra Somalia och angränsande Etiopien. IUCN placerar arten i hotkategorin kunskapsbrist.

## Familjetillhörighet
Tidigare placerades krombekarna i den stora familjen Sylviidae, men DNA-studier har avslöjat att denna är parafyletisk gentemot andra fågelfamiljer som lärkor, svalor och bulbyler. Sylviidae har därför delats upp i ett antal mindre familjer, däribland den nyskapade familjen afrikanska sångare där krombekarna ingår, men även långnäbbarna i Macrosphenus samt de udda sångarna damarasångare, mustaschsångare, fynbossångare och stråsångare.